# New Tattoo
Albums de Mötley Crüe
Live: Entertainment or Death Loud as F@*k
(2004)
Singles
1. Hell On High Heels
Sortie : 2000 (promo)
2. New Tattoo
Sortie : 2000 (promo)
3. Treat Me Like the Dog I Am
Sortie : 2000 (promo)

New Tattoo est le 8e album studio du groupe de heavy metal américain Mötley Crüe. Il est sorti le 20 juin 2000 sous le label du groupe, "Mötley Records" et a été produit par Mike Clink (Guns N' Roses, Slash's Snakepit).

## L'album
New Tattoo est le seul album du groupe auquel Tommy Lee ne participe pas. En effet, c'est Randy Castillo l'ex-batteur d' Ozzy Osbourne qui prendra la relève. Malheureusement, Randy tombe malade avant de partir en tournée, et c'est Samantha Maloney (Hole) qui prend la relève le temps de la tournée de promotion. 
Cet album fut enregistré fin 1999 - début 2000 en Californie aux Cello Studios à Hollywood et aux Can Am Recorders de Tarzana. La musique est un retour à celle que le groupe produisait dans les années 80, c'est-à-dire du glam metal.
La plupart des morceaux datent de la période 80-90. Punched in the Teeth By Love fut composé à l'époque de l'album Too Fast for Love, She Needs Rock n' Roll s'apparenterait à la période Girls, Girls, Girls. Quant au morceau New Tattoo, il aurait servi de base pour le morceau Without You de l'album Dr. Feelgood. Lors de la reformation du groupe en 2004, Tommy Lee ironisera sur cet album en expliquant la déception qu'il a eue pour ses collègues d'avoir utilisé des "fonds de tiroirs" afin de réaliser cet album. Ces morceaux ne seront plus joués en live par la formation originelle, "New Tattoo" subissant le même sort que l'album Mötley Crüe sorti en 1994.
L'album débuta à la 41e place dans les charts du Billboard 200 aux États-Unis, ce qui sera son meilleur classement. Le single Hell On High Hill se classa à la 13e place du classement du chart Mainstream Rock Tracks.
L'album a été remasterisé en 2003 et trois titres bonus dans leur version démos y ont été inclus. Un disque live était aussi donné lors de l'achat.
À noter que les titres bonus American Zero (figurant sur l'édition japonaise de 2000) et Timebomb (sur l'édition européenne de 2000) ont été exclus de la réédition de l'album en 2003.

## Liste des titres
| 1.  | Hell on High Heels                         | Nikki Sixx, Mick Mars, Vince Neil        | 4:15 |
| 2.  | Treat Me Like the Dog I Am                 | Sixx, James Michael                      | 3:40 |
| 3.  | New Tattoo                                 | Sixx, Mars, Michael                      | 4:18 |
| 4.  | Dragstrip Superstar                        | Sixx, Michael                            | 4:22 |
| 5.  | 1st Band on the Moon                       | Sixx                                     | 4:25 |
| 6.  | She Needs Rock & Roll                      | Sixx, Michael                            | 3:59 |
| 7.  | Punched in the Teeth by Love               | Sixx, Mars, Neil, Randy Castillo         | 3:32 |
| 8.  | Hollywood Ending                           | Sixx, Michael                            | 3:43 |
| 9.  | Fake                                       | Sixx, Michael                            | 3:44 |
| 10. | Porno Star                                 | Sixx                                     | 3:45 |
| 11. | White Punks on Dope (Reprise de The Tubes) | Michael Evans, Bill Spooner, Roger Steen | 3:39 |
| 12. | Timebomb (titre bonus pour l'Europe)       | Sixx, Mars, Neil, Castillo               | 4:38 |

| 12. | 1st Band on the Moon (Démo) | Sixx             | 4:33  |
| 13. | Porno Star (démo)           | Sixx             | 6:29  |
| 14. | Hell on High Heels (vidéo)  | Sixx, Mars, Neil | 13:51 |

| 1. | Kickstart My Heart  | Sixx                        | 7:21 |
| 2. | Same Ol' Situation  | Sixx, Mars, Neil, Tommy Lee | 4:12 |
| 3. | Dr. Feelgood        | Sixx, Mars                  | 4:20 |
| 4. | Hell on High Heels  | Sixx, Mars, Neil            | 4:20 |
| 5. | Live Wire           | Sixx                        | 4:42 |
| 6. | White Punks on Dope | Evans, Spooner, Steen       | 4:13 |

## Musiciens
Mötley Crüe
- Vince Neil - Chant
- Mick Mars - Guitares
- Nikki Sixx - Basse, chœurs
- Randy Castillo - Batterie

Musiciens additionnels
- Michael Boddicker - Piano sur She Needs Rock N Roll
- James Michael - Chœurs
- Eric Stratton, paul Stratton, Brett Salles, Jewell Peyton - Chœurs
- Samantha Maloney - Batterie (disc "live" uniquement)

## Charts
Charts album
| Pays       | Durée du classement | Meilleur classement | Date            |
| ---------- | ------------------- | ------------------- | --------------- |
| États-Unis | 6 semaines          | 41e                 | 29 juillet 2000 |

Charts singles
| Date               | Single                 | Chart       | Position | Date            |
| ------------------ | ---------------------- | ----------- | -------- | --------------- |
| Hell On High Heels | Mainstream Rock Tracks | 12 semaines | 13e      | 29 juillet 2000 |